# Xavier Castellana i Gamisans
Xavier Castellana i Gamisans   (Freixinet, 14 d'octubre de 1976) és un informàtic i polític català. Actualment és regidor de l'ajuntament de Riner i senador per la circumscripció de Lleida.
Militant d'Esquerra Republicana de Catalunya des de 1994. Ha estat conseller nacional i membre de l'executiva comarcal del partit al Solsonès i també a les Corts de Barcelona.
Fou escollit regidor de l'ajuntament de Riner a les eleccions municipals espanyoles de 2007, 2011 i 2015. Fou membre del Consell Comarcal del Solsonès i director de serveis de l'Agència Catalana de la Joventut. A les eleccions generals espanyoles de 2016 fou escollit senador per Esquerra Republicana de Catalunya - Catalunya Sí per la circumscripció de Lleida.